# 207th Street
207th Street – stacja metra nowojorskiego, na linii 1. Znajduje się w dzielnicy Manhattan, w Nowym Jorku i zlokalizowana jest pomiędzy stacjami 215th Street i Dyckman Street. Została otwarta 12 marca 1906.